# Lotfia ElNadi
Lotfia ElNadi (àrab: لطفية النادي, Luṭfiyya an-Nādī) (el Caire, 29 d'octubre de 1907 - el Caire, 2002) va ser una aviadora egípcia. Va ser la primera dona egípcia, així com la primera dona del món àrab i d'Àfrica a obtenir una llicència de pilot.

## Biografia
Lotfia ElNadi va néixer el 29 d'octubre de 1907 en una família de classe alta al Caire. Un cop acabada la seva educació primària, s'esperava que es casara, convertint-se en mestressa de casa i mare. El seu pare, que treballava per a la impremta del govern, no veia cap motiu perquè ElNadi cursés estudis secundaris. La seva mare la va animar a assistir a l'American College amb el seu currículum modern i el seu enfocament com a escola d'idiomes.
Elnadi va llegir un article sobre una escola de vol que s'acabava d'obrir al Caire i va decidir que hi assistiria, malgrat les objeccions del seu pare. Inicialment es va acostar a un periodista per ajudar-la, però quan aquest es va negar, va anar directament al director d'EgyptAir, Kamal Elwi, per demanar ajuda. Va veure el potencial de publicitat i va acceptar ajudar. Com que l'Elnadi no tenia com pagar les classes de vol, va treballar com a secretària i telefonista de l'escola de vol a canvi de la seva matrícula.

## Carrera
Mentre li deia al seu pare que assistia a un grup d'estudi quinzenal, ElNadi va prendre classes de vol juntament amb 33 companys homes més. Quan ElNadi va obtenir la seva llicència de pilot, el 27 de setembre de 1933, es va convertir en la primera dona pilot africana i àrab del món, després de només 67 dies d'estudis. Inicialment el seu pare estava enfadat, però en veure la premsa favorable que va rebre, la seva ira es va dissipar i va permetre que se'l portés en vol sobre les piràmides. El seu èxit va ocupar els titulars a tot el món.
El 19 de desembre de 1933, ElNadi va participar en la cursa internacional entre el Caire i Alexandria. Volant a una velocitat mitjana de 100 milles per hora, va dirigir el seu avió monomotor fins a la meta abans que qualsevol dels altres competidors. Va rebre un premi de 200 lliures egípcies i les felicitacions del rei Fuad per la participació. Huda Sha'arawi, líder feminista, també la va felicitar per la inspiració que va proporcionar i després va fer una campanya de recaptació de fons per comprar-li un avió propi. ElNadi va treballar com a secretaria general del Club d'Aviació Egipci i va volar uns cinc anys abans de resultar ferida en un accident que li va danyar la columna vertebral.
Seguint l'exemple d'ElNadi, durant aproximadament una dècada altres dones egípcies van assistir a entrenaments de vol i es van convertir en pilots. Amb l'arribada de la Segona Guerra Mundial, no es van formar més dones pilot fins a 1945, fins que Dina-Carole El Sawy es va convertir en pilot d'EgyptAir.

## Vida tardana
Després de l'accident de vol, ElNadi va anar a buscar tractament mèdic a Suïssa i hi va romandre molts anys. El 1989, va ser convidada de tornada al Caire per participar en el 54è aniversari de l'aviació civil al país, on va rebre l'Ordre del Mèrit de l'Organització Egípcia d'Educació Aeroespacial. El 1996, es va produir un documental, Take Off From the Sand, que explicava la seva història. Al voltant dels 80 anys, es va traslladar a Toronto, Canadà, per viure amb el seu nebot i la seva família durant diversos anys abans de traslladar-se al Caire a finals dels 80. Mai es va casar i va morir al Caire el 2002.